# دوك كيرلي
دوك كيرلي (بالإنجليزية: Doc Curley)‏ هو لاعب كرة قاعدة أمريكي، ولد في 12 مارس 1874 في Upton, Massachusetts ‏ في الولايات المتحدة، وتوفي في 23 سبتمبر 1920 في ورسستر في الولايات المتحدة.